# Zonage d'assainissement

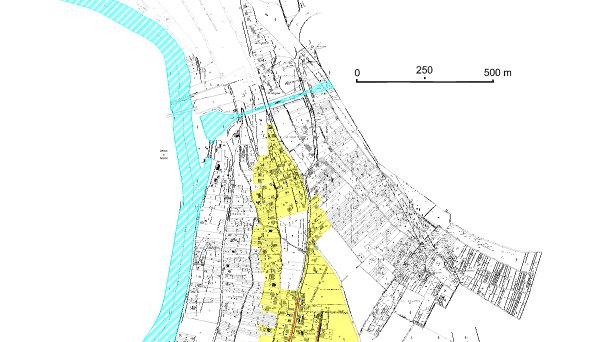
Extrait du schéma de zonage assainissement de Chalifert (77). En jaune les zones relevant de l'assainissement collectif, en blanc les zones relevant de l'assainissement individuel, en bleu les cours d'eau

En France, le zonage d'assainissement est un document établi au niveau communal ou intercommunal, ainsi que son élaboration, consistant à définir pour l'ensemble des zones bâties ou à bâtir le mode d'assainissement que chacune a vocation à recevoir.
L'alternative pour chaque portion du territoire est d'être définie comme zone d'assainissement collectif ou non-collectif. Ce choix induit que la prise en charge et la gestion des installations sera publique, faite dans le cadre réglementaire de l'assainissement collectif et financée par redevance, ou privée. Ce zonage n'implique pas nécessairement le choix de techniques d'assainissement collectif ou individuel, puisqu'il n'interdit pas aux personnes privées en zone d'assainissement non collectif de mettre en place un traitement commun de leurs eaux usées. Il réserve cependant les outils réglementaires qui facilitent la mise en place d'un assainissement collectif aux zones alors définies.
Dans le cadre de la Loi sur l’Eau du 3 janvier 1992 et du décret no 94-469 du 3 juin 1994 relatifs aux eaux usées urbaines, les communes ont pour obligation de mettre en place un zonage d’assainissement collectif et non collectif. Ce zonage doit être soumis à enquête publique avant d’être approuvé en dernier ressort par le Conseil municipal.
Le décret no 94-469 reconnaît l’assainissement non collectif comme une solution pérenne alternative à l’assainissement collectif lorsque celui-ci « ne se justifie pas soit parce qu’il ne présente pas d’intérêt pour l’environnement, soit parce sont coût serait excessif». Cette assertion revient sur une tendance de mise en avant exclusive de la collecte des eaux usées et de leur traitement centralisé qui aurait été dominante au cours des décennies précédentes.
En pratique, la loi sur l’eau impose aux communes d’arrêter un zonage délimitant les zones dans lesquelles des mesures doivent être prise pour limiter l’imperméabilisation des sols et les zones dans lesquelles des installations sont à prévoir pour collecter et stocker les eaux pluviales.
Le zonage traduit le choix de la commune en faveur d’un mode d’assainissement dans un secteur donné. L’étude et le plan qui en résulte intègrent :
- l’état de l’existant et les développements futurs de la commune.
- les contraintes techniques (qualité du milieu récepteur, topographie, aptitude des sols à l’épuration, etc.)

## Le contexte
(extrait d’un article de Marc Laimé du 4 juin 2007)
« Plus de 5 millions de particuliers vont devoir remettre aux normes leur installation d’assainissement individuelle, ce qui peut représenter une facture de près de 10 000 euros par foyer, partiellement prise en compte par les collectivités locales et les Agences de l’eau. Mais l’adoption de nouvelles dispositions réglementaires en matière d’assainissement non collectif, dans le cadre de la loi sur l’eau votée le 20 décembre 2006, a donné lieu à une telle foire d’empoigne que les usagers concernés s’élèvent de plus en plus contre les nouvelles normes qui leur sont imposées.
À l’origine cela partait d’un constat que nul ne saurait vraiment révoquer en doute.
Durant plus de trente ans les politiques publiques de l’assainissement ont été orientées vers le « tout tuyau ».
Il fallait raccorder le maximum d’usagers, quel qu’en soit le coût, au diable l’avarice ! On a donc raccordé des millions de particuliers, posé des dizaines de milliers de kilomètres de canalisations, construit des centaines de stations d’épuration…
Sauf que dans le même temps la France continuait à s’urbaniser.
Dans le courant des dix dernières années le « péri-urbain » explose. On voit naître à l’infini des lotissements qui gagnent de plus en plus sur les terres autrefois agricoles.
Le coût du raccordement au réseau collectif monte sans cesse, jusqu’à 10 000, 20 000, voire 30 000 euros, pour un usager éloigné du centre de l’agglomération de rattachement !
Dans le même temps, à partir des années 2000, sous l’effet des directives européennes, les normes en matière d’assainissement se durcissent de plus en plus.
Tant et si bien, qu’en dépit des efforts accomplis, et des financements gigantesques consentis, on se rend compte que la France accuse un sérieux déficit en la matière.
Au point que nous avons déjà été condamnés pour le retard considérable que nous avons mis à nous mettre en conformité avec la Directive « Eaux résiduaires urbaines » (DERU), qui date… de 1991.
À ce titre 30 % du budget des Agences de l’eau (14 milliards d’euros) pour la période 2007-2012, vont être prioritairement affectés à combler le retard accumulé sur cette seule Directive ERU…
Comme on n’a plus les moyens de raccorder tout le monde, adieu le tout collectif, le « tout tuyau », bonjour l’assainissement individuel « nouveau », qui concerne aujourd’hui 5 300 000 installations privées… Qu’il va falloir remettre aux normes dare-dare pour « lutter contre les pollutions diffuses ». Bon, comme les puisards et fosses septiques ont très souvent été « bricolées » par l’artisan du coin, on ne discutera pas la nécessité de les remettre aux normes. Reste à voir comment. Toutes les collectivités locales auraient dû s’emparer de l’affaire depuis… la seconde loi sur l’eau de 1992, et créer un « SPANC », service public de l’assainissement non collectif. À peine 30 % l’avaient mis en place à la date butoir du 30 décembre 2005. Notamment parce qu’elles éprouvaient les plus grandes difficultés à créer un service (embaucher des personnels, se doter de moyens…), avant même d’en avoir le financement, par le biais des prestations que ledit SPANC pourrait ensuite effectuer auprès des usagers individuels concernés (diagnostic, contrôle, mise en conformité…).
Comme le marché concerné est gigantesque, les opérateurs privés ont bien évidemment procédé à un lobbying d’enfer, de 2004 à 2006, auprès des parlementaires qui examinaient le projet de loi sur l’eau qui sera voté le 20 décembre 2006.
Résultat, les nouvelles dispositions découlant de la LEMA (Loi sur l'eau et les milieux aquatiques) en matière d’assainissement non-collectif (ANC) ouvrent la voie à toutes les dérives. …… »

## Compétences
Une précision particulière doit être apportée en ce qui concerne le partage des compétences
entre les communes, les communautés de communes, les intercommunalités (communautés d'agglomération et communautés urbaines), et les syndicats d'assainissement. Si nécessaire, la répartition des compétences peut être clarifiée par décision du conseil
communautaire ou du conseil syndical.
Cas de la compétence « assainissement » transférée avant la loi sur l'eau du 3 janvier 1992 modifiée :
Les compétences obligatoires des communes portaient alors seulement sur l'assainissement collectif. Un transfert de compétences à une communauté de communes, à une intercommunalité, ou à un syndicat d’assainissement dans ce domaine ne porte donc que sur ce volet.
Cas de la compétence « assainissement » transférée après la loi sur l'eau du 3 janvier 1992 modifiée :
Les compétences obligatoires des communes couvrent l'assainissement collectif et le contrôle de l'assainissement non collectif. Le transfert de compétences à une communauté de communes, une intercommunalités, ou un syndicat d’assainissement sans plus de précision porte donc sur l'ensemble de ces compétences.
Dans certaines communautés de communes, intercommunalités, on peut donc imaginer une situation dans laquelle cohabitent des communes ayant transféré leurs compétences avant et après la loi sur l'eau. Dans ces communautés de communes, communautés d'agglomération ou syndicats d’assainissement, il faut donc dissocier les communes qui ont encore la compétence en assainissement non collectif (transfert avant la loi sur l'eau du 3 janvier 1992 modifiée) et celles qui n’ont aucune compétence (transfert après la loi sur l'eau du 3 janvier 1992 modifiée).
La réalisation du zonage peut être l’occasion de transférer la compétence de l’assainissement non collectif afin d’éviter une démarche menée en parallèle par deux maîtres d’ouvrages.

## Élaboration du zonage assainissement

### L'étude préalable
Le cahier des charges
Le cahier des charges, rédigé par la collectivité comprendra, entre autres, l'aire de l'étude et les données caractéristiques de celle-ci, à savoir : les perspectives de développement (urbanisme et occupation du sol, activités, population et son évolution, caractéristiques du milieu récepteur, topographie, assainissement pluvial, hydrographie, etc.). Pour les petites communes, pour lesquelles, le type d'assainissement s'imposera de lui-même pour des cas très simples (habitat totalement dispersé par exemple), certaines données ne seront pas nécessairement utiles.
La décision d'engager l'étude est prise par la collectivité. Deux solutions peuvent alors être envisagées une étude organisée au niveau du territoire communal ou la recherche d'une coopération intercommunale dans la conduite de cette étude. L'intérêt d'une structure de coopération intercommunale peut revêtir différents aspects : économies d'échelle, homogénéité territoriale dans l'analyse, structure existante ayant déjà une vocation assainissement, opportunité de création d'un service intercommunal, etc.
L'analyse de l'existant
Cette analyse doit permettre de procéder à une caractérisation globale de la collectivité en fonction des données qui auront été fournies via le cahier des charges et complétées par le bureau d'étude sous-missionné. Elle s'achève par un découpage de l'aire d'étude entre les différents modes d'assainissement envisagés pour chaque zone.
Dans un premier temps, il est tenu compte de l'assainissement existant. Les assainissements collectifs ou non collectifs donnant satisfaction sont ainsi placés automatiquement dans les zones respectivement collectives ou non collectives.
Pour l'assainissement collectif, il sera tenu compte des études diagnostiques déjà réalisées.
Pour l'assainissement non collectif, une enquête pourra être envisagée afin d'évaluer le bon fonctionnement des systèmes.
Les autres zones sont alors étudiées en fonction des autres données existantes fournies par la commune. Simultanément, la MISE (Mission Inter Services de l'Eau), structure départementale placée sous l'autorité d'un responsable dépendant hiérarchiquement du Préfet, sera consultée pour éventuellement porter à connaissance de tous, les contraintes liées à la gestion de l'eau dans le bassin versant considéré ainsi que tout équipement public projeté susceptible d'avoir un impact sur l'eau.
Dans un deuxième temps, le bureau d'étude intègrera les données fournies par la commune dans son cahier des charges.
En conclusion de l'analyse de l'existant seront définies :
- les zones où seul l'assainissement collectif est envisageable (réseau existant, habitat regroupé et parcelles exiguës),
- les zones où seul l'assainissement non collectif est envisageable (systèmes donnant satisfaction, habitat dispersé, parcelles isolées les unes des autres),
- les zones où les deux types d'assainissement sont envisageables (habitat semi-dense, parcelles de taille moyenne), zones dites mixtes au stade du prédécoupage.

Pour ces deux dernières zones, des études complémentaires sur l'habitat et sur l'aptitude des sols à l'épuration seront nécessaires afin de déterminer les filières d'assainissement à proscrire.
Propositions de solutions techniques
Les propositions de solutions d'assainissement seront faites en fonction des résultats de l'analyse préalable.
Pour les zones assainissement collectif seul, le bureau d'étude déterminera les variantes possibles pour ce type d'assainissement, à savoir ; le type de réseau de collecte, l'emplacement et la capacité des dispositifs de traitement en précisant comment seront gérées les boues.
Des variantes seront proposées en fonction des contraintes d'habitat (habitations en contrebas, étroitesse des rues, servitudes, de la fragilité du milieu récepteur en regard des pollutions, la topographie, les zones inondables et la protection des captages d'eau.
Pour les zones assainissement non collectif seul, l'objectif consistera en une détermination des filières d'assainissement à proscrire a priori.
Pour les zones dites mixtes, où subsiste une indétermination sur le mode d'assainissement, toutes les contraintes seront à examiner.
Le bureau d'étude fournira une fiche descriptive pour chacune des solutions comprenant :
- pour l'assainissement collectif, la description du réseau comprenant des éléments de dimensionnement (longueur, diamètre, organes), l'emplacement de la station d'épuration et le niveau de traitement exigé,
- pour l'assainissement non collectif, la ou les filières possibles tenant compte des caractéristiques du sol, ainsi que le nombre d'habitations concernées par chaque filière.

Dans un cas comme dans l'autre, pour chacune des solutions les coûts d'investissement et de fonctionnement prévus en fonction des informations disponibles pour ces travaux seront évalués.
 Répercussions financières sur le prix de l'eau 
En ce qui concerne l'assainissement collectif, les textes en matière d'assainissement impose à la collectivité d'équilibrer le budget d'assainissement qui est un budget annexe. En conséquence, une redevance assainissement doit être établie pour assurer les recettes nécessaires à cet équilibre. Cette redevance sera estimée sur la base du coût des investissements publics pour déployer cette solution.
En ce qui concerne les zones relevant de l'assainissement non collectif, les coûts comprendront le contrôle des installations et, suivant l'option retenue par la commune, l'entretien de ces dernières. Les coûts d'investissement pourront être déterminés en prenant comme hypothèse une réhabilitation complète des dispositifs existants pour la filière choisie.
 Comparaison technico-économique des solutions 
Une comparaison devra être effectuée uniquement sur les zones où les deux modes d'assainissement sont possibles. La comparaison devra permettre, dans un premier temps, de justifier le choix entre les deux modes. Puis, dans un souci d'optimisation, y seront intégrés les coûts globaux d'investissement et de charge de fonctionnement annuelle par habitant. Avec la plus grande prudence, compte tenu des incertitudes, les subventions potentielles que les collectivités et les propriétaires pourraient obtenir, pourront être intégrées. Les solutions seront alors comparées entre elles, en distinguant ce qui sera à la charge de la collectivité de ce qui restera à la charge du particulier.
Le bureau d'étude présentera les solutions proposées ainsi que les coûts engendrés, et préparera un document proposant le choix d'une solution de projet de zonage. La commune par une délibération du conseil municipal décide de la solution retenue. C'est cette solution qui sera proposé lors de l'enquête publique.

### L'enquête publique
L'enquête publique mise en œuvre est celle prévue à l'article R.123-11 du Code de l'Urbanisme, et vise à informer le public sur le projet de zonage, à recueillir ses appréciations, ses suggestions et contre-propositions.
Cette enquête peut être menée simultanément à l'enquête publique relative au plan local d'urbanisme (PLU).
Le dossier d'enquête doit reprendre les conclusions de l'étude préalable en précisant les données qui ont permis d'y aboutir.
Le plan du dossier peut reprendre le plan établi dans le document final de l'étude préalable, à savoir :
- le projet de carte des zones d'assainissement de la commune,
- la notice justifiant le zonage et comprenant l'analyse de l'existant, les solutions d'assainissement étudiées, leurs coûts, leurs avantages et inconvénients, et les conséquences de la mise en place du zonage sur le PLU lorsque ce dernier existe ou est en cours d'établissement.

Ce dossier pourra être établi par le bureau d'étude ayant conduit l'étude préalable.
Dans l'hypothèse où la collectivité aurait déjà fait un choix de maîtrise d'ouvrage, le dossier peut également inclure les modalités de fonctionnement des services d'assainissement (collectif ou non collectif) avec leur règlement de service (obligations de la collectivité, de l'exploitant et des propriétaires, redevances, taxes de branchement et de raccordement ultérieures).
Ce dossier doit être enfin approuvé par le conseil municipal, qui décide également de la mise à l'enquête publique. La Mission Inter Services de l'Eau (MISE) est sollicitée afin de donner son avis.
L'approbation du zonage comporte les étapes suivantes :
- l'examen des conclusions du commissaire enquêteur,
- les modifications éventuelles du projet de zonage et approbation par chacune des assemblées délibérantes compétentes (dans le cas d'une modification, une nouvelle enquête publique s'avère nécessaire),
- publicité des délibérations correspondantes,
- contrôle de légalité du Préfet.

## L’assainissement non-collectif

### Rappel des principes
L’objectif de l’assainissement est d’assurer l’évacuation des effluents (salubrité), tout en protégeant l’environnement (nappe aquifère, cours d’eau, voisins…).
La nouvelle norme XP 16-603 DTU 64-1 veille à ce que les dispositifs d’assainissement autonome ne polluent pas les ressources naturelles en eau. L’entreprise pourra s’appuyer sur les schémas d’installation des filières préconisées par ce nouveau DTU 64-1 et leurs conditions d’exécution normalisées.
Les nouvelles dispositions de la loi sur l’eau de 1992 et la modification de la norme XP 16-603 DTU 64-1, précisent les solutions techniques à mettre en place en matière d’assainissement autonome. Aujourd’hui, chaque entreprise peut proposer un dispositif de traitement autonome des eaux usées grâce aux schémas de principe du nouveau DTU 64-1. Le législateur a été particulièrement précis sur les responsabilités données aux collectivités locales dans l’application des contrôles obligatoires. En effet tout ouvrage d’assainissement doit comporter un prétraitement et un traitement distinct et respecter l’hydrologie des sols.
Les principaux postes d’une filière assainissement non collectif (ANC), conforme à la norme DUT 64-1 sont :
La collecte : Elle ne concerne que les eaux usées domestiques. Les eaux pluviales doivent être évacuées séparément.
Le prétraitement : Il doit être réalisée dans une fosse étanche qui assure la décantation des matières en suspension dans les eaux collectées (sables par exemple), la rétention des flottants, ainsi qu’une première dégradation (liquéfaction sous l’action des micro-organismes). Cette fosse qui reçoit toutes les eaux usées de la maison est appelée « fosse toutes eaux ». Pour fonctionner correctement, il est nécessaire d’apporter de l’oxygène aux micro-organismes, donc de ventiler la fosse (apport de l’oxygène de l’air).
Cette étape constitue donc en une préparation des eaux usées pour l’étape du traitement (mise en compatibilité des eaux avec le traitement).
Le traitement : L’élimination de la pollution est obtenue par dégradation biochimique des eaux par passage dans un « réacteur naturel » constitué par un sol naturel ou reconstitué (massif de sable), grâce à l’action des micro-organismes qui y sont naturellement présents. Chaque grain de sol est colonisé sur toute sa surface par les bactéries, ce qui permet d’obtenir une surface de contact entre les micro-organismes et les matières, très importante, et donc un dispositif efficace.
De la même façon, pour fonctionner correctement, il est nécessaire d’apporter de l’oxygène aux micro-organisme. Cet apport est assuré par la perméabilité du sol.
Différents dispositifs sont possibles en fonction des contraintes (type de sol, surface disponible…).
L’évacuation : Une fois que les eaux sont dépolluées, il est le plus souvent nécessaire de s’en débarrasser. La solution la plus simple consiste à les infiltrer à partir du dispositif d’épandage qui assure la dépollution. Parfois le sol ne permet pas une bonne infiltration. Il est alors nécessaire de recourir à d’autre dispositif qui nécessitent l’obtention d’une dérogation des services administratifs.
Dans le respect de la norme DTU 64-1 le choix de la meilleure filière ne pourra se faire qu'après une étude de conception à la parcelle. Il s'agit d'une étude de faisabilité destinée à définir les caractéristiques de l’ouvrage de traitement des eaux usées le mieux adapté à l'assainissement d'un immeuble et à la parcelle sur laquelle il est implanté. À l'image de ce qui est fait au niveau du territoire pour l'élaboration du zonage assainissement, cette étude se base sur un diagnostic restreint à la parcelle. La synthèse des données (étude du sol, occupation de l'immeuble, dimension de la parcelle, etc.) permet de préconiser
l’ouvrage le mieux adapté à la parcelle et à l’immeuble qu’elle supporte et aux contraintes locales.
L’étude privilégie le rejet des eaux usées traitées par infiltration dans le sol. Le recours au rejet dans le milieu hydraulique superficiel restera exceptionnel sauf à démontrer, après investigation sur le terrain, que la réinfiltration
dans le sol n’est pas possible.
Compte tenu de la complexité technique de la démarche et afin d'aider les propriétaires d'immeuble, le Syndicat national des bureaux d'étude en assainissement (Synaba) a rédigé un cahier des charges type pour une mission globale de maîtrise d'œuvre allant du diagnostic à la réception de l'ouvrage. Ce cahier des charges a été repris et adapté par certains Conseils généraux.

### Le SPANC
Le Service Public d’Assainissement Non Collectif, ou SPANC, permet aux communes de répondre aux exigences de l’Arrêté du 6 mai 1996 qui place sous leurs responsabilités le contrôle et le suivi des systèmes d’assainissement domestique autonome. C'est la commune ou l'intercommunalité qui gère ce nouveau service. Un état des lieux sera réalisé sur la commune. Il permettra d'identifier les installations d'assainissement non collectif en place sur le territoire et d'évaluer leur niveau de fonctionnement. L’objectif du contrôle de diagnostic est de connaître de manière aussi exhaustive que possible le fonctionnement de l’installation et d’apprécier son impact sur le milieu naturel. Enfin, le diagnostic permettra d’identifier les équipements les plus défaillants, qui représentent un risque de salubrité publique ou qui représentent une source avérée de pollution pour l’environnement.
Ces visites individuelles seront également l'occasion de sensibiliser et d'informer les particuliers sur l'importance d'une bonne utilisation de l'installation et d'un entretien régulier pour une épuration optimale de leurs eaux usées domestiques.
Le SPANC a trois missions :
Pour les installations neuves ou réhabilitées :
1. Contrôle de conception des installations neuves. Il est réalisé lors du dépôt d’un permis de construire ou d’un dossier de réhabilitation, il consiste en une vérification du respect de la réglementation et de l’adéquation du projet par rapport aux contraintes liées au terrain et à l’habitation.
2. Le contrôle de réalisation. Il est effectué à la fin des travaux avant remblaiement, il permet de vérifier, sur le terrain, que les ouvrages mis en place correspondent bien au projet validé et que les règles techniques de mise en œuvre ont bien été respectées.

Pour les installations existantes :
3.	Le suivi périodique de fonctionnement. Réalisé périodiquement, a pour objectif de s’assurer du bon fonctionnement de l’installation et du bon entretien des ouvrages. Si un dysfonctionnement est observé, le SPANC préconise les modifications à apporter. La périodicité des contrôles ne peut excéder dix ans http://www.legifrance.gouv.fr/affichCodeArticle.do?cidTexte=LEGITEXT000006070633&idArticle=LEGIARTI000022495939&dateTexte=20111202. Le règlement d’assainissement qui est rédigé par la commune précisera la périodicité retenue.
La collectivité à la possibilité d’appliquer à un particulier, la redevance d’assainissement majorée au plus de 100 % en cas d’entrave à l’accomplissement des missions du SPANC.
Un règlement est établi par la collectivité. Il a pour objet de déterminer les relations entre les usagers du SPANC et ce dernier, en fixant les droits et obligations de chacun en ce qui concerne les systèmes d'assainissement non collectif. notamment lorsque la collectivité a choisi d'étendre les services qu'elle assure pour le compte des particuliers (entretien, vidange, évacuation des boues, etc.). Le champ d'application concerne les installations en zone d'assainissement non collectif ainsi que les installations individuelle en zone d'assainissement collectif lorsque ce dernier n'est pas encore opérationnel pour l'immeuble concerné. Ce règlement devrait inclure les coûts inhérents aux prestations assurées par le SPANC, Un règlement unique peut être établi pour l'assainissement collectif et individuel.

### Remise en conformité et financement
Si tout le monde s’accorde que le bien-fondé de cette loi et le bien-fondé de la reconnaissance de l’assainissement non collectif (ANC) comme solution pérenne, sa déclinaison sur le terrain et les coûts inhérents aux obligations des propriétaires constituent le chapitre le plus désagréable. De ce point de vue le législateur a été prolixe en mettant en place des outils répressifs pour atteindre les objectifs environnementaux.
Le service d’assainissement non collectif ayant la qualification de « service public industriel et commercial » et placé à ce titre dans le champ des services marchands (de même par exemple que le service de distribution d’eau potable), la loi interdit que le service soit financé par l’impôt.
Le service doit en effet être financé par une redevance, payée par l’usager (et non par le contribuable), qui doit couvrir l’intégralité du coût du service. S’il semble acquis que le contrôle est pris en charge par la commune, des services complémentaires peuvent être également assurés par le SPANC, notamment l'entretien.
La proposition d’instauration d’un crédit d’impôt pour les dépenses afférentes à la réhabilitation d’installations d’ANC, n’a finalement pas été retenue par le législateur, au motif qu’il avantageait les propriétaires peu vertueux qui n’avaient pas encore procédé aux travaux de remise aux normes…
Ministère de réponse: Ecologie - Publiée dans le JO Senat du 14/04/2005 page 1061 (extrait)
« …Le financement des travaux de réhabilitation des installations d'assainissement non collectif est en effet entièrement à la charge des particuliers propriétaires de ces installations. Il convient toutefois de souligner que les particuliers dont l'immeuble n'est pas raccordé à un réseau de collecte des eaux usées économisent, dans leur facture d'eau, la redevance d'assainissement collectif, ce qui équivaut à dégager une capacité d'autofinancement significative… »
Pour mémoire : Le propriétaire d’immeuble raccordé à une ANC et pour lequel, le raccordement à l’égout collectif est techniquement difficile, doit avoir une installation d’assainissement non collectif conforme et est, à ce titre, astreint aux mêmes contraintes qu’un immeuble disposant d’une ANC sans possibilité de raccordement. De plus ce propriétaire sera redevable de la taxe d’assainissement.
Le code de la Santé publique, énonce les obligations des propriétaires d’installations autonomes :
1. les particuliers doivent recourir à des « personnes » agréées par le préfet pour assurer la vidange ou l’entretien de leur installation. Les modalités de l’agrément de ces « personnes » devant être précisées par des arrêtés ministériels.
2. le propriétaire doit faire procéder aux travaux dans un délai de quatre ans à compter de la remise de l’avis de non-conformité de l’installation à la réglementation en vigueur[15].

La réhabilitation relève normalement des propriétaires, qui sont responsables du maintien en bon état de fonctionnement de leurs installations. Cela peut donc les amener à réhabiliter les systèmes, lorsque le simple entretien ne suffit plus. Dans diverses circonstances (carence, pollution, nombre d’installations en mauvais état…), les communes peuvent engager des opérations collectives de réhabilitation. Cela permet aux communes de bénéficier de subventions (État, Agence de l'eau, Conseil régional ou général), donc de réduire le coût final pour les particuliers, assure la coordination des opérations et apporte donc des garanties sur la qualité de la réalisation, etc.
De telles opérations ne peuvent s’engager QUE dans le cadre de la procédure de la déclaration d’intérêt général (DIG) au titre de :
- La lutte contre la pollution ;
- La protection et la conservation des eaux superficielles et souterraines ;

La DIG permet aux collectivités d’assurer la maîtrise d’ouvrage d’opérations de lutte contre la pollution. La réhabilitation collective de systèmes d’assainissement non collectif s’inscrit donc bien dans ce contexte.
Le recours à la DIG relève exclusivement des collectivités territoriales et de leurs groupements. Aussi, une DIG visant la réhabilitation de systèmes d’assainissement non collectif est initiée et mise en œuvre par la CAMG et non par le SPANC. Celui-ci peut cependant être chargé par la collectivité de préparer les dossiers techniques et administratifs, de suivre le déroulement des opérations, etc. C’est également la collectivité qui initie la procédure qui sera bénéficiaire de l’arrêté préfectoral de reconnaissance de l’intérêt général au terme de l’enquête publique.
CAMG se fera rembourser intégralement par les propriétaires les frais de toute nature entraînés par ces travaux, y compris les frais de gestion, diminués des subventions éventuellement obtenues.
Enfin l’art 57 de LEMA (Loi no 2006-1772 du 30 décembre 2006 sur l'eau et les milieux aquatiques) permet à la commune ou l’intercommunalité d’échelonner les remboursements dus par les propriétaires pour les travaux de réhabilitation quelle a entrepris pour leur compte.

### Transaction immobilière
Au titre du Code de la construction et de l'habitation, lors de toute transaction de tout ou partie d'un immeuble, le vendeur doit fournir à l'acquéreur un dossier de diagnostic technique (DDT). Ce document est fourni par la commune. La réglementation impose que les contrôles effectués par les SPANC devront être achevés au plus tard le 31/12/2012 sur l'ensemble du territoire français.

## L’assainissement collectif
Le droit français met en œuvre le principe "pollueur payeur" pour tous les utilisateurs de l'eau, principe selon lequel les consommateurs doivent participer à la protection de la ressource puisqu'ils participent à sa pollution par le rejet de leurs eaux usées. Qu'il dépende d'un réseau d'assainissement collectif ou qu'il utilise une installation d'assainissement autonome, le consommateur supporte la charge de l'assainissement au coût du service rendu.
Ce type d’assainissement concerne les habitations incluses dans la zone du même nom. Deux types d’immeubles sont concernés :
- ceux qui sont actuellement raccordés au réseau unitaire en place,
- ceux qui disposent d’une installation individuelle et qui sont inclus dans la zone,

### Rappel des principes
Le réseau d'assainissement des eaux usées a pour fonction de collecter ces eaux pour les conduire à une station d'épuration.
La collecte s'effectue par l'évacuation des eaux usées domestiques, (et éventuellement industrielles ou pluviales) dans les canalisations d'un réseau d'assainissement appelés aussi collecteurs. Le transport des eaux usées dans les collecteurs se fait en général par gravité, c'est-à-dire sous l'effet de leur poids. Il peut parfois s'effectuer par refoulement, sous pression ou sous dépression. Les canalisations sont en ciment, parfois en fonte ou en PVC, plus rarement en grès ou en acier. Lorsque la configuration du terrain ne permet pas un écoulement satisfaisant des eaux collectées, on a recours à différents procédés (pompage et stations de relèvement) pour faciliter leur acheminement. La protection du réseau contre l'encrassement et la corrosion est assurée en premier lieu par le prétraitement de certaines eaux industrielles avant leur rejet dans le réseau. Divers ouvrages, en amont, le protègent contre l'intrusion de matières indésirables : citons les "boîtes à graisse" sur les branchements des restaurants ou les séparateurs à hydrocarbures dans les stations-service et les parkings notamment.
Un réseau unitaire évacue dans une même canalisation les eaux usées domestiques et les eaux pluviales. Il cumule les avantages de l'économie (un seul réseau à construire et à gérer) et de la simplicité (toute erreur de branchement est exclue, par définition) ; mais nécessite de tenir compte des brutales variations de débit des eaux pluviales dans la conception et le dimensionnement des collecteurs et des ouvrages de traitement. Un sous dimensionnement entraîne immanquablement des débordements, sans traitement, dans l'exutoire, d'autant plus si le territoire concerné ne dispose pas de bassin d’orage permettant de réguler le flux.
Le réseau séparatif permet la collecte les eaux domestiques dans un réseau et les eaux pluviales dans un autre. Ce système a l'avantage d'éviter le risque de débordement d'eaux usées dans le milieu naturel lorsqu'il pleut. Il permet de mieux maîtriser le flux et sa concentration en pollution et de mieux adapter la capacité des stations d'épuration.
Une fois acheminée vers la station d'épuration les eaux subissent plusieurs phases de traitement afin de diminuer suffisamment la quantité de substances polluantes contenues dans les eaux usées pour que l'eau finalement rejetée dans le milieu naturel ne dégrade pas ce dernier. Le "nettoyage" des eaux usées obéit donc à une logique de préservation des ressources en eau et de protection de l'environnement.
Extrait du rapport de l'Office parlementaire d'évaluation des choix scientifiques et technologiques : M. Jean-Claude DEUTSCH, Professeur à l'École des Ponts, membre du Comité de pilotage.
« ….L'ensemble des paramètres qui sont en jeu (économiques, institutionnels, techniques, contrôle des branchements, mise en œuvre de méthodes alternatives de stockage) ne facilite pas le choix de l'un ou l'autre réseau. Ce qui semble à peu près acquis aujourd'hui, c'est que dans les centres-villes où le réseau unitaire existe depuis longtemps, il ne semble pas raisonnable d'envisager la transformation en réseau séparatif pour des raisons d'analyse coûts-avantages. Par contre, il faut bien maîtriser le fonctionnement des déversoirs d'orage de manière à minimiser l'impact des rejets directs. Dans les nouvelles urbanisations en amont, il faut plutôt se diriger vers un séparatif avec le moins de double réseau possible, en portant une attention particulière au contrôle des branchements au moment de la construction et dans la durée. Entre ces deux situations, la solution dépend essentiellement des conditions locales. … »

### Répercussions financières sur le prix de l'eau
Les coûts liés aux investissements publics, au renouvellement des ouvrages et à leur exploitation sont normalement répercutés sur le prix de l'eau.
L'application des textes en matière d'assainissement impose à la collectivité d'équilibrer le budget d'assainissement qui est un budget annexe. En conséquence, une redevance assainissement doit être établie pour assurer les recettes nécessaires à cet équilibre.
La participation depuis le budget général de la commune est toutefois autorisée pour les communes de moins de 3 000 habitants.

### Les obligations des propriétaires
Le Code de la santé publique précise que "est obligatoire dans le délai de deux ans à compter de la mise en service de l'égout", et que "Les ouvrages nécessaires pour amener les eaux usées à la partie publique du branchement sont à la charge exclusive des propriétaires".Si l'obligation de raccordement n'est pas respectée dans les délais fixés, l'usager court le risque de se voir infliger une pénalité pécuniaire : sa redevance d'assainissement peut être majorée sur décision de la commune ou de la communauté d’agglomération qui détient la compétence assainissement, dans la limite de 100 % de son montant initial. La commune peut, après mise en demeure, procéder d'office aux travaux nécessaires, aux frais du propriétaire, même sur le domaine privé. Si le bâtiment est desservi par un réseau unitaire, il incombe au propriétaire d'évacuer séparément eaux pluviales (en particulier venant des gouttières) et eaux usées.
Peuvent être exonérés de cette obligation :
- les immeubles faisant l'objet d'une interdiction définitive ;
- les immeubles déclarés insalubres, et dont l'acquisition, au besoin par voie d'expropriation, a été déclarée d'utilité publique ;
- les immeubles frappés d'un arrêté de péril prescrivant leur démolition ;
- les immeubles difficilement raccordables, dès lors qu'ils sont équipés d'une installation d'assainissement autonome recevant l'ensemble des eaux usées domestiques et conforme aux dispositions de l'arrêté du 6 mai 1996 fixant les prescriptions techniques applicables aux systèmes d'assainissement non collectif et à la circulaire du 22 mai 1997 « assainissement non collectif »[22].

Notion d'immeubles difficilement raccordables.
Il s'agit des immeubles pour lesquels, d'une part, la date de construction est antérieure à celle de la mise en service de l'égout public et, d'autre part, le raccordement n'est pas réalisable sur le plan technique dans les conditions habituelles. Les immeubles ainsi exonérés doivent cependant être équipés d'une installation d'assainissement autonome recevant l'ensemble des eaux usées domestiques. De même l’immeuble pour lequel le raccordement au nouvel égout oblige à la destruction des fondations d'une terrasse ne peut être regardé comme normalement raccordable (CAA Nancy, 20 juill. 1995, no 94NC01652, Cne de Mareuil-en-Brie).
Prolongation du délai de raccordement.
Des prolongations de délais pour l'exécution du raccordement des immeubles aux égouts peuvent être accordées :
- aux propriétaires d'immeubles ayant fait l'objet d'un permis de construire datant de moins de 10 ans, lorsque ces immeubles sont pourvus d'une installation réglementaire d'assainissement autorisée par le permis de construire et en bon état de fonctionnement; l'appréciation des cas d'espèce relève donc de la DDE et de la DDASS ;
- aux propriétaires titulaires de la carte sociale des économiquement faibles ou non imposable à l’impôt sur le revenu (Rens. min. Budget, févr. 1997).

Ces prolongations ne peuvent en aucun cas excéder dix ans.
Toutefois, lorsque les conditions d'évacuation des eaux usées sont susceptibles de porter préjudice à la santé publique, la prorogation peut être refusée ou subordonnée à l'exécution de mesures de salubrité prescrites par le maire ou, à défaut, par le préfet, sur avis du directeur départemental de la santé.

### Nature des travaux à la charge des propriétaires
Sans préjuger des spécifications émanant du règlement d’assainissement qui doit être produit par la commune, nous pouvons raisonnablement estimer que le raccordement comprend, depuis la canalisation publique :
- un dispositif permettant le raccordement au réseau public ;
- une canalisation de raccordement, située tant sous le domaine public ou privé ;
- un ouvrage dit « regard de raccordement » ou « regard de façade » placé sur le domaine public, pour le contrôle et l’entretien du raccordement. Ce regard doit être visible et accessible ; le regard de raccordement pourra être placé exceptionnellement en limite intérieure de propriété avec l’autorisation du service d’assainissement, cette possibilité ne sera utilisée qu’en cas d’impossibilité de créer un regard sur domaine public,
- un dispositif permettant le raccordement à l’immeuble.
- Il est demandé aux propriétaires (en zone d'assainissement collectif) de mettre leurs installations individuelles hors service et raccorder l'ensemble des eaux usées à l'égout[23]. L'ensemble des opérations devra être achevé dans un délai maximum de 2 ans à compter de la mise en service de l’égout collectif. Il faudra vidanger les fosses en service, les court-circuiter : relier directement l'entrée et la sortie, en laissant de côté fosse et filtre, prévoir un regard de contrôle, remblayer la fosse hors d'usage. En cas d’impossibilité technique démontrée les propriétaires sont astreints aux obligations incombant à l’assainissement non collectif et paieront la taxe d’assainissement.

### Qui paye la redevance?
Le paiement du service d'assainissement par l'usager est institué par le Code des communes : il est couvert par la "redevance d'assainissement", dont le montant est fixé par la commune ou l'intercommunalité. Cette "redevance d'assainissement" correspond à la rubrique "collecte et traitement des eaux usées" de la facture d'eau. La redevance d'assainissement qui figure sur la facture d'eau est due par tout usager situé dans une zone d'assainissement collectif, qu'il soit ou non raccordé au réseau, du moment qu'il y a un réseau et qu'il y est raccordable. Tant que le propriétaire ne s'est pas conformé à l’obligation de raccordement qui lui incombe et à moins qu’il établisse que son immeuble est difficilement raccordable, celui-ci est astreint au paiement d'une somme au moins équivalente à la redevance qu'il aurait payée au service public d'assainissement, soit si son immeuble avait été raccordé au réseau, soit s'il avait été équipé d'une installation d'assainissement autonome réglementaire et qui pourra être majorée dans une proportion fixée par le conseil municipal dans la limite de 100 %.
Un raccordement irrégulier effectué à l'insu de la commune et non accepté par celle-ci, doit être considéré comme une absence de raccordement.
La facturation de l'assainissement des eaux usées fait l'objet d'une rubrique distincte sur la facture d'eau. Elle est calculée sur la base de la consommation d'eau. En outre, une redevance appelée "lutte contre la pollution" est perçue pour le compte des Agences de l'eau. Elle est notamment affectée au financement des équipements de collecte et de traitement. Le développement des ouvrages de collecte et de traitement constitue un facteur important de l'augmentation du montant de la facture.

### Y a-t-il un programme de travaux de raccordements?
A priori non. Les raccordements au réseau d'assainissement sont réalisés à l'initiative du propriétaire, par l'entreprise de son choix.

### Y a-t-il une démarche particulière?
Oui, elle devra être précisée dans le règlement d’assainissement collectif que doit rédiger la collectivité qui a la compétence assainissement. Il précise les obligations et les relations entre la collectivité qui a la compétence assainissement, l'exploitant et les usagers. Ce règlement devrait inclure les coûts inhérents aux prestations assurées par l'exploitant. Un règlement unique peut être établi pour l'assainissement collectif et individuel.
Mais on peut préjuger qu’il s’agira de transmettre une demande de raccordement.

### Y a-t-il des contrôles?
Comme pour la question précédente cela relève du règlement d’assainissement.
Il appartient à la commune d'assurer le contrôle de la conformité des installations correspondant au raccordement.
Les agents du service d'assainissement vérifient la conformité des installations aux règles sanitaires,. Ils ont, pour ce faire, accès aux propriétés privées.
Quand le raccordement d'un immeuble au réseau de collecte est achevé, le propriétaire sera tenu de le signaler par écrit, pour une mise à jour du fichier. En cas de doute ou absence de réponse, la commune se trouvera dans l'obligation d'effectuer un contrôle. En tout état de cause le contrôle permet de vérifier l’absence d’erreur de raccordement, les eaux pluviales aboutissant à l’égout eaux usées ou vice-versa.